# Renaud Ripart
Pour les articles homonymes, voir Ripart.
Renaud Ripart, né le 14 mars 1993 à Nîmes (Gard), est un footballeur français, évoluant au poste d'attaquant.

## Biographie
Formé au Nîmes Olympique, il débute avec l'équipe première en octobre 2011, au sein du championnat de National. Sacré champion de National en 2012, il découvre la Ligue 2 lors de la saison 2012-2013. Le 21 décembre 2012, il inscrit un doublé en championnat lors d'un match face aux Chamois niortais, permettant à son équipe de s'imposer 3-1.
Désirant acquérir du temps de jeu, Renaud Ripart est prêté sans option d'achat au CA Bastia, club de National, durant la saison 2014-2015, où il inscrit six buts, avant de revenir dans son club formateur. En fin de contrat après une bonne saison 2015-2016 où il joue trente-deux matchs de Ligue 2 et inscrit huit buts et délivre quatre passes décisives, il est élu meilleur joueur nîmois de la saison, durant laquelle il prolonge pour deux années supplémentaires dans le club gardois.
En août 2018, il marque son premier but en Ligue 1 lors de la première journée, marquant le retour des Nîmois dans l'élite du football français par une fracassante victoire à Angers (3-4).
Lors de la saison 2018-2019, il est avec Féthi Harek l'un des deux délégués syndicaux de l'UNFP au sein du Nîmes Olympique.
Le 1er avril 2023, il subit une rupture d'un tendon d'Achille, ce qui met fin à sa saison.

## Palmarès
- Vice-champion de France de Ligue 2 en 2018 avec le Nîmes Olympique
- Champion de France de National en 2012 avec le Nîmes Olympique
- Meilleur buteur du Nîmes Olympique au Stade des Costières avec 32 buts[6]